# Vlaštovčí hnízdo
Vlaštovčí hnízdo (ukrajinsky Ластівчине гніздо, Lastyvčyne hnizdo; rusky Ласточкино гнездо, Lástočkino gnězdo; krymskou tatarštinou Qarılğaç yuvası) je novogotický zámek z let 1911-1912 poblíž městečka Gaspra a v blízkosti Jalty na Krymském poloostrově. 

## Historie

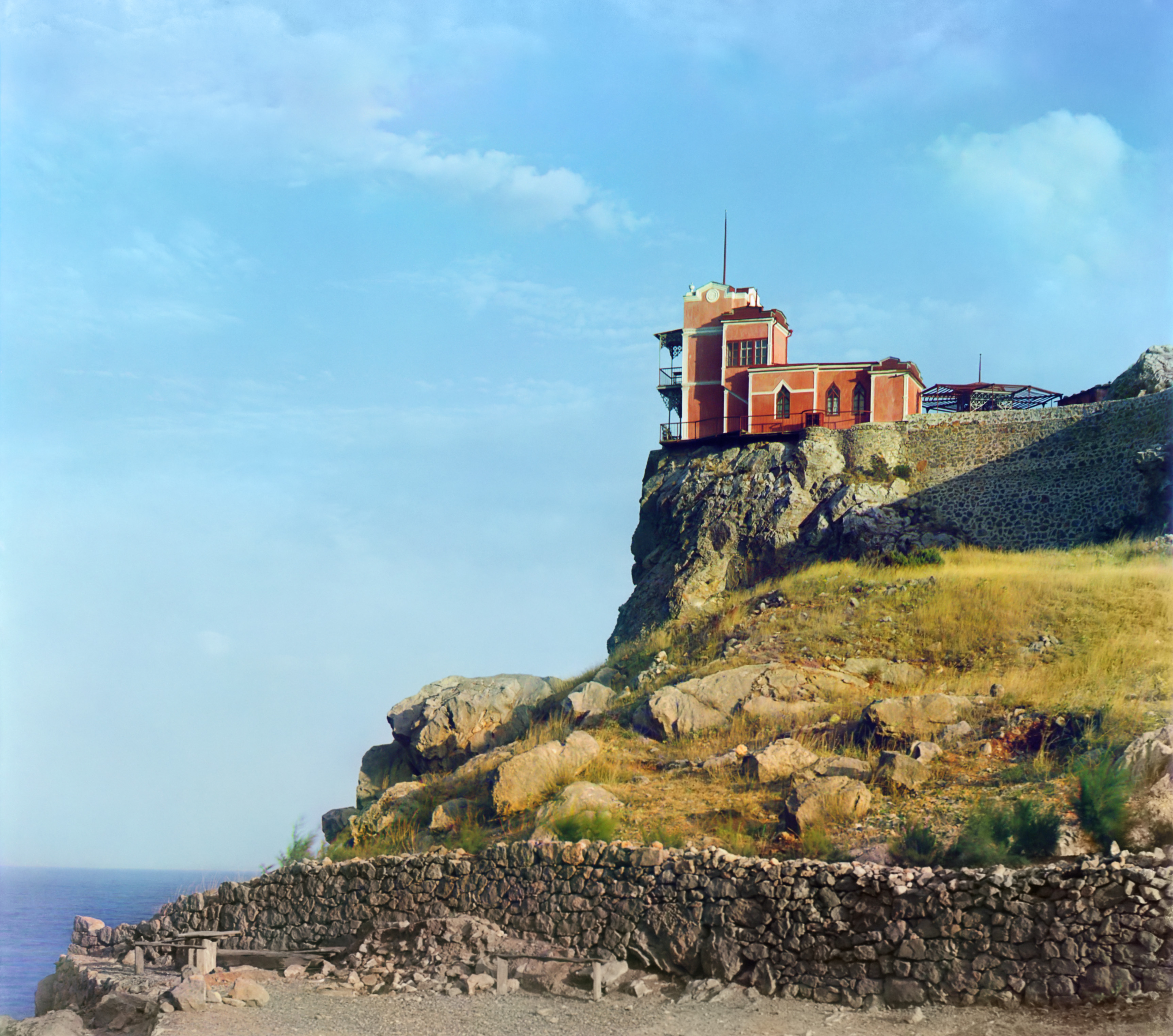
Letohrádek na fotografii z roku 1904

První obydlí si na tomto 40 metrů vysokém útesu mysu Ai Todor postavili byzantští mniši v podobě kláštera sv. Theodora Stratelata. V roce 1783 Krym anektovali Rusové a další stavba byla zničena během krymské války v letech 1850-1853. V roce 1873 si zde ruský generál dal postavit dřevěný letní dům. Romantický novogotický zámek se stavebními prvky orientalismu dal v letech 1911-1912 vystavět ruský aristokrat baron Pavel Leonardovič von Steingel (Paul von Steinheil, 1880-1965), milionář podnikající v Baku s naftou, pro sebe a svou manželku Naděždu Pavlovnu, rozenou Bursakovovou. V roce 1927 stavbu poškodilo zemětřesení, do původního stavu byla rekonstruována v roce 1970. Nyní slouží jako muzeum.